# John Coates (producteur)
Pour les articles homonymes, voir John Coates et Coates.
John Coates (7 novembre 1927 à Reigate, Surrey, – 16 septembre 2012 à Longfield, Kent) était un producteur de cinéma britannique, connu pour avoir produit des films d'animations comme Yellow Submarine des Beatles, Le Bonhomme de neige, basé sur le livre d'images de Raymond Briggs, l'une des premières productions animées diffusées sur Channel 4 et toujours diffusé chaque année sur la chaîne, ou Métal hurlant.

## Biographie
John Coates était le neveu du 1er baron Rank. Il avait trois frères et sœurs, dont Anne V. Coates, monteuse oscarisée de Lawrence d'Arabie. Il participa à la Seconde Guerre mondiale en tant qu'officier. Après la guerre, il travailla comme distributeur de films en Asie au sein de la Rank Organisation avant de retourner en Grande-Bretagne.
Il cofonda le studio d'animation TV Cartoons, rebaptisé plus tard TVC London, avec George Dunning en 1957, produisant des publicités à succès, mais aussi des films tels que la série animée The Beatles. Il travailla comme directeur de production sur le long métrage d'animation Yellow Submarine des Beatles, réalisé par Dunning.
Après la mort de Dunning en 1979, John Coates se réorienta et produisit de nombreux films d'animation, notamment Le Bonhomme de neige, qui remporta un BAFTA en 1983 et est désormais considéré comme un classique de Noël britannique, Quand souffle le vent, Granpa, Sacré père Noël (en), Les Contes de Pierre Lapin et ses Amis (en) et L'Ours (en),. Le partenaire commercial de John pendant de nombreuses années était Norman David Kauffman, qui a commencé à travailler avec lui à l'âge de 16 ans en tant qu'animateur stagiaire. Il est devenu directeur de TVC et des sociétés associées en 1999 jusqu'à sa retraite en 2012.
John Coates meurt d'un cancer à l'âge de 84 ans à son domicile de Longfield, dans le Kent, en Angleterre, le 16 septembre 2012. Le Bonhomme de neige et le Petit Chien est dédié à sa mémoire.

## Filmographie partielle
- 1966-1969 : Cool McCool (série télévisée)
- 1968 : Yellow Submarine
- 1981 : Métal hurlant (TV)
- 1982 : Le Bonhomme de neige (The Snowman)
- 1983 : David Macaulay: Castle (TV)
- 1986 : Quand souffle le vent (When the Wind Blows)
- 1988 : Barney (Série TV)
- 1989 : Granpa (TV)
- 1990 : Dream Express
- 1991 : Sacré père Noël (en)
- 1992–1995 : Les Contes de Pierre Lapin et ses amis (en) (Série TV)
- 1995 : Le Vent dans les saules (TV)
- 1996 : Famous Fred
- 1996 : The Willows in Winter (TV)
- 1998 : L'Ours (en)
- 1998 : Oi! Get Off Our Train (TV)
- 2001 : Ivor the Invisible (TV)
- 2004 : The Tale of Jack Frost (TV)
- 2012 : Le Bonhomme de neige et le Petit Chien (TV)

## Récompenses et distinctions
- 1983 : BAFTA, Meilleur programme pour enfants, pour Le Bonhomme de neige
- 1983 : Nomination aux Oscars, Meilleur court métrage d'animation, pour Le Bonhomme de neige
- 1993 : Nomination aux Emmy Awards, Meilleur programme d'animation, pour Les Contes de Pierre Lapin et ses Amis
- 1997 : Nomination aux Emmy Awards, Meilleur programme d'animation, pour Le vent dans les saules
- 1997 : Nomination aux BAFTA, Meilleur court métrage d'animation, pour Famous Fred